# Nicella robusta
Nicella robusta is een zachte koraalsoort uit de familie Ellisellidae. De koraalsoort komt uit het geslacht Nicella. Nicella robusta werd in 2007 voor het eerst wetenschappelijk beschreven door Cairns. 